# Liste der Kulturdenkmäler in Gerbach
In der Liste der Kulturdenkmäler in Gerbach sind alle Kulturdenkmäler der rheinland-pfälzischen Ortsgemeinde Gerbach aufgeführt. Grundlage ist die Denkmalliste des Landes Rheinland-Pfalz (Stand: 27. November 2018).

## Denkmalzonen
| Bezeichnung          | Lage                                                                                                 | Baujahr                 | Beschreibung | Bild |
| -------------------- | --- | ----------------------- | --- | ---- |
| Denkmalzone Ortskern | Hauptstraße 3, Talstraße 1 und 5/6, Schneeberger Straße 1–3, Judenhof, Schulstraße 2–5 und 8–11 Lage | 18. und 19. Jahrhundert | historisch gewachsenes Ortsbild des 18. und 19. Jahrhunderts mit Hofanlagen mit Gärten oder Scheunenriegel, fünfteiliger Traufzeile mit Wohnungen von Kleinbauern, Handwerkern, Krämern und Tagelöhnern, Fachwerkwohnhäusern und Schulhaus von 1846 | BW   |

## Einzeldenkmäler
| Bezeichnung                         | Lage                        | Baujahr                 | Beschreibung | Bild |
| ----------------------------------- | --------------------------- | ----------------------- | --- | ---- |
| Hofanlage                           | Hauptstraße 6 Lage          | 18. und 19. Jahrhundert | Streckhof, 18. und 19. Jahrhundert; Wohnhaus, teilweise Fachwerk, 18. Jahrhundert, Umbau bezeichnet 1845, Scheune bezeichnet 1832; Schmiede, mit technischer Ausstattung aus dem 19. Jahrhundert; Stall-Schuppen                                              | BW   |
| Katholische Pfarrkirche St. Michael | Hauptstraße 8 Lage          | 1783                    | schlichter spätbarocker Saalbau, 1783, historisierender Umbau 1902, Architekt Wilhelm Schulte I., Neustadt an der Weinstraße; ortsbildprägend; in der Kirchhofmauer spätgotisches Portalgewände                                                               | BW   |
| Katholisches Pfarrhaus              | Hauptstraße 10 Lage         | 1929                    | schmalbrüstiger Putzbau, 1929, Architekt Weber, Schifferstadt, Pfarrgarten; straßenbildprägend | BW   |
| Schmiede                            | Hauptstraße, zu Nr. 11 Lage | 1835                    | Bruchsteinbau mit technischer Ausstattung, um 1914, Wohnhaus bezeichnet 1835 | BW   |
| Schulhaus                           | Schulstraße 4 Lage          | 1846                    | ehemaliges Schulhaus; spätklassizistischer Putzbau, 1846; straßenbildprägend | BW   |
| Hofanlage                           | Schulstraße 11 Lage         | gegen 1750              | Dreiseithof; Wohnhaus, teilweise Fachwerk (verputzt), gegen 1750, Scheune bezeichnet 1814; ortsbildprägend | BW   |
| Hofanlage                           | Talstraße 1 Lage            | 17. bis 19. Jahrhundert | Hofanlage, 17. bis 19. Jahrhundert; Wohnhaus, teilweise Fachwerk (verputzt), erste Hälfte des 18. Jahrhunderts, bezeichnet 1864 (Umbau), Kellergebäude und Torfahrt bezeichnet 1745, Scheune zweite Hälfte des 19. Jahrhunderts; ortsbildprägend              | BW   |
| Hofanlage mit Stärkefabrik          | Talstraße 5, 5a, 6 Lage     | 18. und 19. Jahrhundert | Nr. 5: Hofanlage, 18. und 19. Jahrhundert; spätbarocker Krüppelwalmdachbau, zweite Hälfte des 18. Jahrhunderts, straßenseitiges Wohnhaus bezeichnet 1840; Nr. 6.: Stärkefabrik: sandsteingegliederter Bruchsteinbau, bezeichnet 1842, Scheune 19. Jahrhundert | BW   |
| Wohnhaus                            | Schneebergerhof, Nr. 9 Lage | frühes 18. Jahrhundert  | barockes Wohnhaus, Bruchsteinbau, teilweise Fachwerk, frühes 18. Jahrhundert, teilweise wiederverwendete Renaissance-Architekturteile, um 1600 | BW   |